# مركز غاماليا الوطني لأبحاث علوم الأوبئة والأحياء الدقيقة
مركز غاماليا الوطني لأبحاث علوم الأوبئة والأحياء الدقيقة هو معهد أبحاث حكومي روسي يتبع وزارة الصحة الروسية، يقع في موسكو، وتأسس 1891. وهو مسمًى باسم العالم الروسي نيكولاي غاماليا الذي كان رائدًا في علوم الأحياء الدقيقة واللقاحات في روسيا. عمل المعهد على تطوير لقاحات لعدد من الأمراض الوبائية مثل الإيبولا، كما عمل على تطوير لقاح لكوفيد - 19 بالاشتراك مع وزارة الدفاع الروسية.